# Dorpskerk (Dieren)
De dorpskerk van Dieren is een neoclassicistisch bouwwerk in de Gelderse plaats Dieren.
De kerk werd in de jaren 1846 tot 1848 gebouwd in opdracht van Sophia Wilhelmina van Heeckeren van Kell, weduwe van Jacob Unico Wilhelm van Wassenaer Obdam, bewoonster van het Hof te Dieren. De kerk werd in een neoclassicistische stijl ontworpen door de Ellecomse architect J. Brink Evers. De eerste steen werd op 24 november 1846 gelegd door de opdrachtgeefster, enkele weken voor haar overlijden op 13 januari 1847. De tekst onder het fronton boven de entree herinnert aan deze eerstesteenlegging.
De kerk had oorspronkelijk een rechthoekige vorm, een zogenaamde zaalkerk. Dertig jaar later, in 1876, vond er een uitbreiding met een beuk in noordelijke richting plaats. De kerktoren bestaat uit drie geledingen, die zijn opgetrokken in baksteen. De toren wordt bekroond door een vierkante verdieping waarin aan elke zijde een uurwerk is aangebracht. Op het koepeldak van de toren staat een weerhaan.
De kerk is erkend als rijksmonument en werd in 1978 ingeschreven in het monumentenregister.

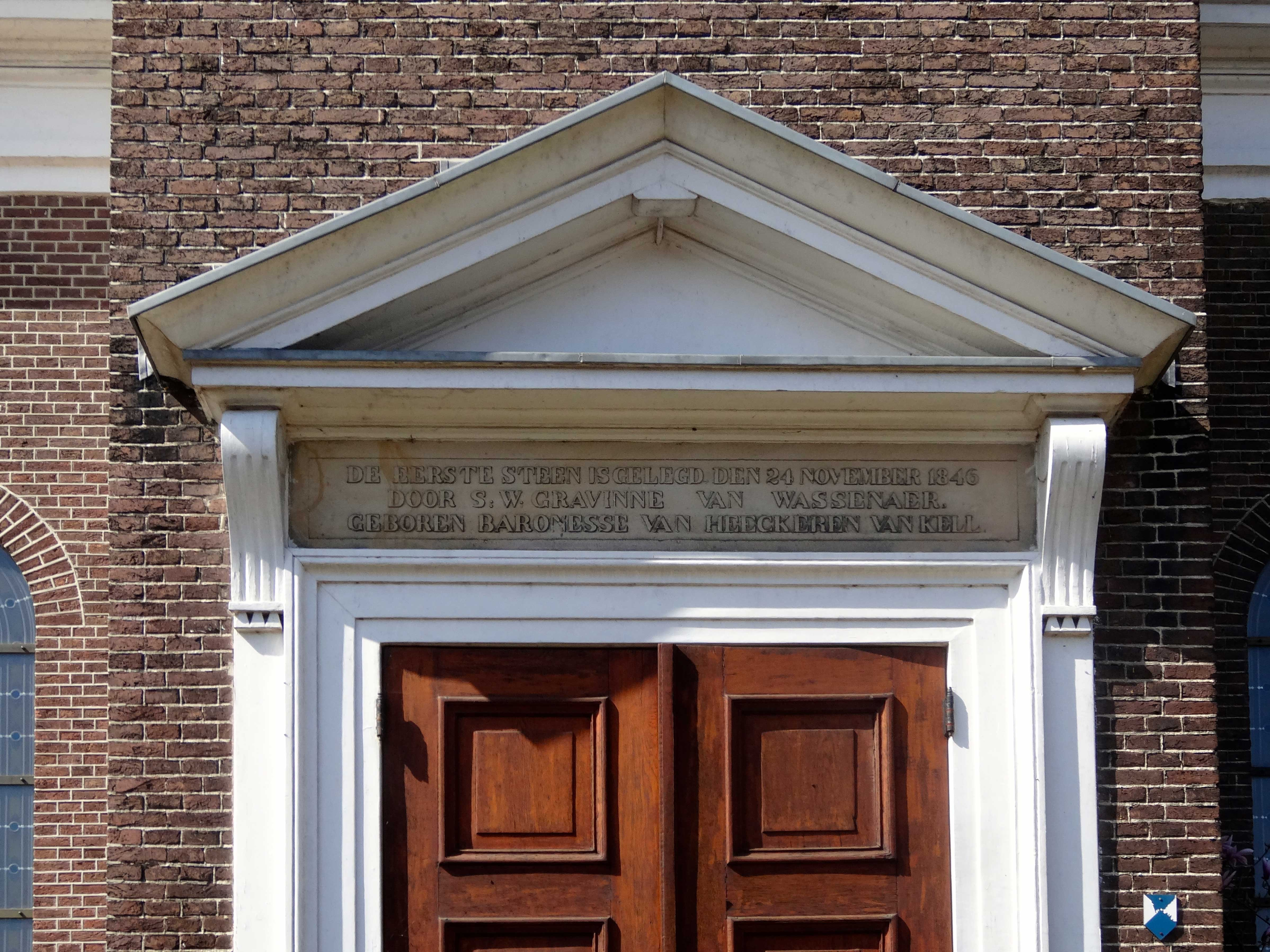
Fronton boven de toegang van de kerk met een tekst waarmee herinnerd wordt aan de eerstesteenlegging op 24 november 1846 door de opdrachtgeefster